# Qandeel Baloch
Fouzia Azeem (17 de octubre de 1990 - 15 de julio de 2016), más conocida como Qandeel Baloch (Urdu: قندیل بلوچ), fue una modelo, actriz, activista feminista y celebridad de internet pakistaní. Baloch saltó a la fama debido a sus videos discutiendo sobre su rutina diaria y varios temas controvertidos.
Baloch recibió el primer reconocimiento por parte de los medios de comunicación en 2013, cuando hizo una prueba para Pakistan Idol; su audición se hizo viral y se convirtió en una celebridad de Internet. Ella fue una de las 10 personas más buscadas de Internet en Pakistán tanto por admiración como por crítica al contenido de sus videos y mensajes.
Durante la tarde del 15 de julio de 2016, Baloch fue asfixiada mientras dormía en casa de sus padres en Multan. Su hermano Waseem confesó el asesinato diciendo que estaba "desacreditando" el "honor de la familia".